# Kwas pelargonowy
Kwas pelargonowy (kwas nonanowy) – organiczny związek chemiczny z grupy nasyconych kwasów tłuszczowych. Ma postać bezbarwnej lub żółtawej oleistej cieczy o charakterystycznym zapachu. W obniżonej temperaturze ma postać bezbarwnych kryształów o blaszkowatym kształcie. W przyrodzie kwas pelargonowy występuje w postaci estrów w olejku eterycznym otrzymywanym z pelargonii.

## Otrzymywanie
Kwas pelargonowy jest produktem ubocznym procesu otrzymywania kwasu brasylowego (C13H24O4) metodą ozonolizy. Powstaje w wyniku rozerwania łańcucha węglowego.
Kwas pelargonowy można otrzymać również w reakcji SN2 1-bromoheptanu z malonianem dietylu w roztworze butanolanu sodu w butanolu w 80-90 °C i następczej hydrolizie wodorotlenkiem potasu i dekarboksylacji w temp. 180 °C.

## Zastosowanie
- przemysł chemiczny – produkcja estrów stosowanych jako środki zapachowe
- produkcja soli hydrotropowych
- przemysł tworzyw sztucznych
- przemysł farb i lakierów
- jako herbicyd[14]